# La Dentellière (Vermeer)
Pour les articles homonymes, voir La Dentellière.
La Dentellière (De kantwerkster) est un tableau de Johannes Vermeer peint entre 1669 et 1671, exposé au musée du Louvre à Paris (huile sur toile, 24,5 × 21 cm). 
Le tableau représente une dentellière absorbée par son ouvrage. La jeune fille se détache sur un mur blanc, probablement parce que l'artiste a cherché à éliminer toutes les distractions autour de l'image centrale.

## Description
Une jeune femme, dont la figure se détache d'un fond neutre aux nuances de gris, est installée à une table, à côté d'un livre qui est très certainement une bible; un coussin à couture (naaikussen), d'où sortent des fils, est visible à gauche de l'image. 
Le fil blanc utilisé par la dentelière est peint avec une extrême précision par Vermeer, cette finesse contraste avec l'impression de flou qui se dégage du tableau.
La lumière vient de la droite, ce qui est rare chez Vermeer .

## Analyse
Comme pour ses tableaux L'Astronome (1668) et Le Géographe (1669), il est évident que Vermeer a entrepris une étude minutieuse avant d'exécuter le travail, l'art de la dentelle étant dépeint ici avec une grande précision. 
Comme pour certains autres de ses travaux, il a probablement utilisé une chambre noire : de nombreux effets optiques typiques de la photographie peuvent être remarqués, en particulier le flou du premier plan. En rendant flous certaines zones du tableau, Vermeer suggère la profondeur de champ d'une manière inhabituelle pour la peinture baroque néerlandaise de l'époque 
Dans La Dentellière, l'artiste présente les différents éléments qui composent à la fois le visage et le corps de la jeune fille, ainsi que la dentelle qu'elle travaille d'une manière abstraite. Les mains de la jeune fille, les boucles de ses cheveux et la croix en T .que forment ses yeux et son nez sont tous dépeints de manière abstraite, chose inhabituelle pour l'époque et pour Vermeer lui-même. 
En outre, le rouge et le blanc de la dentelle est présenté comme une « effusion » du coussin de couture, avec des propriétés physiques suggérant une forme proche du liquide. Le flou des fils contraste fortement avec la précision de la dentelle qu'elle est censée travailler.
Ainsi, La Dentellière est le plus petit tableau de Vermeer, mais, par de nombreux aspects, il est aussi le plus abstrait et inhabituel.
Contrairement à l'interprétation du tableau donnée par Théophile Thoré, son "découvreur" en France, la jeune fille n'est pas une ouvrière qui ferait des travaux de dentelle pour subvenir à ses besoins, mais plutôt une jeune fille évoluant dans un milieu aisé.

## Historique de l'œuvre

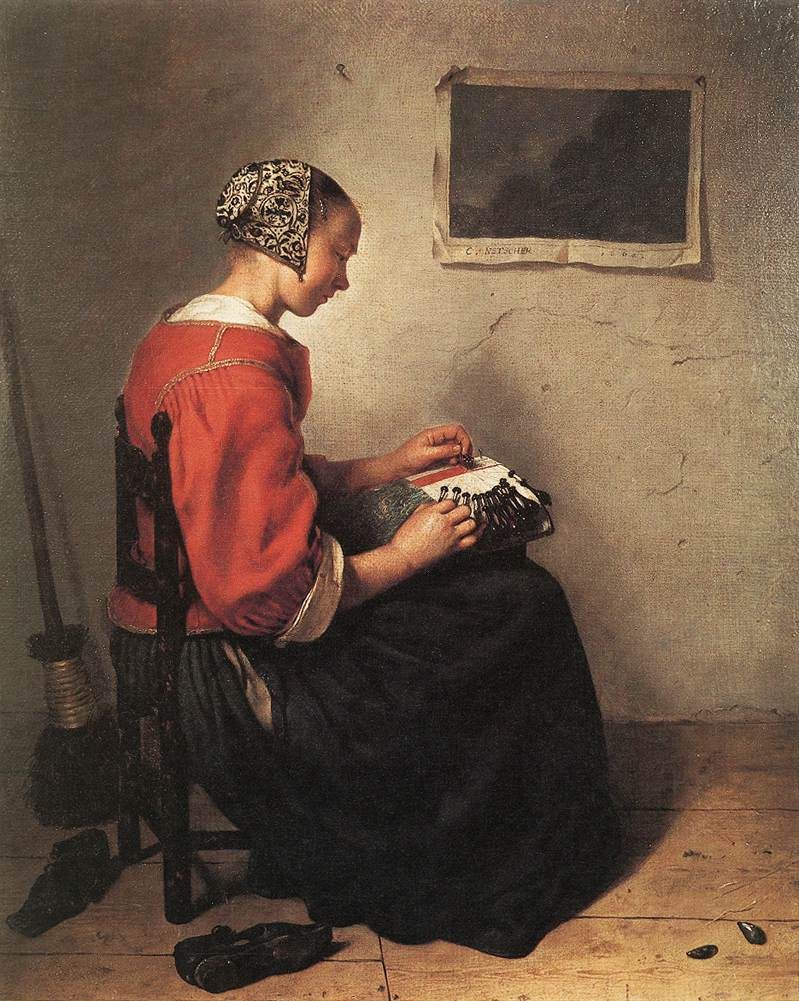
La Dentellière, Caspar Netscher, 1662

Le tableau de Vermeer est souvent comparé à une toile de 1662 du même nom réalisé par le portraitiste et peintre de genre néerlandais Caspar Netscher. Cependant, l'œuvre de Vermeer est très différente de celle de Netscher dans le ton. En effet, dans l'œuvre de ce dernier, antérieure à celle de Vermeer, les chaussures abandonnées et les coquilles de moules à proximité des pieds de la jeune fille ont une connotation sexuelle.  
Le tableau est mentionné pour la première fois en 1696, dans une vente aux enchères à Amsterdam, où il est vendu pour 28 florins, soit un mois de salaire d'un ouvrier. Il est finalement acquis par le musée du Louvre en juin 1870 pour la somme de 7 500 francs,. Le Moniteur des arts précise alors que l'artiste était inconnu en France, avant que Théophile Thoré-Burger n'en parlât quinze ans plus tôt ; La Dentellière a été acheté par les musées nationaux à un certain Féral, qui l'avait lui-même acheté à la vente Blockhuyzen.

### Catalogues d'exposition
- 1966 : Dans la lumière de Vermeer, Paris, musée de l'Orangerie, 24 septembre - 28 novembre 1966.